# Gerald Hillringhaus
Gerald Hillringhaus (* 22. Juni 1962 in München), auch „Gerry“ genannt, ist ein ehemaliger deutscher Fußball-Torwart, der in der Bundesliga für den FC Bayern München spielte.

## Sportliche Laufbahn
Hillringhaus begann 1972 in der Fußballabteilung des TSV Gilching-Argelsried, dem in Gilching im Landkreis Starnberg ansässigen Turn- und Sportverein mit dem Fußballspielen.
Von 1981 bis 1985 gehörte er dem Kader des TSV 1860 München an, kam in seiner Premierensaison für den Zweitligisten jedoch nicht zum Einsatz. Die Saison 1981/82 mit der Mannschaft noch Tabellenvierter, folgte der Zwangsabstieg in die Bayernliga, in der er – als Stammtorhüter – 30 von 36 Spielen absolvierte, in der Folgesaison alle 38 und in seiner dritten und letzten Spielzeit 28 Spiele bestritt.
Danach wechselte er zum Bayernmeister und Zweitligaaufsteiger SpVgg Bayreuth, für den er 22 Spiele bestritt. Nach dem sofortigen Abstieg des Vereins wechselte Hillringhaus zum SV Türk Gücü München, mit dem er 1988 – als erst zweiten Migrantenverein nach Türkiyemspor Berlin – in eine deutsche Amateur-Oberliga, der Bayernliga, aufstieg und für den er bis 1990 im Tor stand.
Mit der Auswahl des Landesverbandes Bayern gewann er 1990 in Grünberg mit 3:0 gegen die Auswahl des Landesverbandes Baden den Länderpokal der Amateure. Vor diesem Erfolg wurde ihm eine Auszeichnung anderer Art zuteil: Am 23. September 1989 gelang Hillringhaus in der 89. Minute gegen den MTV Ingolstadt per Seitfallzieher nach einer Ecke der Treffer zum 1:1-Endstand. Das Tor wurde von den Zuschauern der Sportschau zum Tor des Monats gewählt. Nachdem er bei einem Hallenturnier, an dem neben dem SV Türk Gücü München auch der FC Bayern München, der TSV 1860 München und Galatasaray Istanbul teilnahmen, zum besten Torhüter des Turniers gewählt wurde, verpflichteten die Bayern ihn zur Saison 1990/91 für ihre Amateurmannschaft.
Zunächst gehörte er als dritter Torwart auch der ersten Mannschaft an, 1991/92 war er der zweite Torwart des FC Bayern München. Aufgrund des verletzungsbedingten Ausfalls von Raimond Aumann kam Hillringhaus zu 21 Einsätzen in der ersten Mannschaft, davon 17 in der Bundesliga. Sein Debüt gab er am 31. August 1991  – in seiner zweiten Saison – beim 1:1-Unentschieden im Auswärtsspiel gegen den 1. FC Köln. Nachdem Hillringhaus nicht immer hatte überzeugen können, verpflichtete der FC Bayern München Toni Schumacher, der dann bis zur Winterpause aushalf. Danach verließ Schumacher den Verein wieder; Hillringhaus wurde in neun von 19 verbleibenden Spielen der Saison eingesetzt. Auf internationaler Vereinsebene kam Hillringhaus in vier UEFA-Pokal-Spielen zum Einsatz. Sowohl beide Spiele in der 1. Runde gegen den irischen Erstligisten Cork City, als auch beide Spiele in der 2. Runde gegen den dänischen Erstligisten B 1903 Kopenhagen bestritt er. Das Hinspiel am 22. Oktober 1992 im Gentofte Stadion ging dabei mit 2:6 verloren.
Im Oktober 1992 wechselte Hillringhaus auf Leihbasis zum Ligakonkurrenten FC Schalke 04, für den er als dritter Torhüter – hinter Holger Gehrke und Jens Lehmann – bis Saisonende Ersatztorwart blieb. Nachdem er dort nicht zum Einsatz gekommen war, schloss er sich dem Zweitligaaufsteiger Tennis Borussia Berlin an und absolvierte in der Saison 1993/94 als Stammtorhüter 31 Einsätze. Mit den letzten fünf Minuten, die er am 11. Juni 1994 (38. Spieltag) beim 2:0-Sieg im Auswärtsspiel gegen den FC Carl Zeiss Jena für René Tretschok eingewechselt absolvierte, endete seine Fußballerkarriere als Lizenzfußballer in den obersten beiden Profiligen. Im Folgejahr stand er bei den Borussen in der drittklassigen Regionalliga Nordost im Tor. Nachdem der erst im Sommer vom FC Schalke 04 verpflichtete Stammtorhüter Holger Gehrke Ende September 1994 nach knapp dreimonatiger Clubzugehörigkeit zum MSV Duisburg zurück in die 1. Bundesliga gewechselt war, erinnerten sich die Berliner an Hillringhaus. Von Oktober 1994 bis April 1995 hütete er in 17 Partien der Spielzeit 1994/95 beim Tabellenvierten den Kasten.
Nach seiner Zeit in Berlin war Hillringhaus für verschiedene Mannschaften aus unteren Ligen aktiv. Er spielte beim 1. FC Garmisch-Partenkirchen, dem FC Emmering (1997 bis 1999), beim TSV Herrsching (1999 bis 2001); teilweise als Spielertrainer. Im März 2004 kehrte er als Torwart auf den Fußballplatz zurück und spielte für den SV Pullach. Nachdem er sich in der Saison 2012/13 zwischenzeitlich dem Landesligisten TSV Gilching/Argelsried angeschlossen hatte, steht er seit 2022 mit fast 60 Jahren beim SV Bad Heilbrunn im Tor.

## Erfolge
- Länderpokal-Sieger 1990
- Bayerischer Meister 1984 (mit dem TSV 1860 München)